# 白ねこグループ
合同会社白ねこグループは、日本の合同会社。

## 概要
2022年11月、新事業開始に伴い合同会社白ねこグループ設立。「技術で医療業務効率化に貢献」をコンセプトに調剤関係の機器開発を行っている。

## 沿革
- 2020年4月個人事業主としてがウェブ制作事業を開始
- 2022年11月新事業の開始に伴い法人化。調剤関連機器の開発事業、社会貢献事業の開始。
- 2023年1月代表の西田悠人が令和4年度パテントコンテストで特許庁長官賞を受賞。[1]。

## 事業内容[2]

### 医療、福祉関連機器の研究開発事業
2022年より医療、福祉関連機器の研究開発事業を行っており、2023年現在調剤関連機器の開発を主に行っている。また、ユーザーのニーズ合わせて開発を行うことを強みとしている。

### ウェブサービスの開発、運営事業
2020年より個人事業主として複数のウェブサービスを運営しており、2022年合同会社白ねこグループの設立の伴って、法人に事業移管された。また、ウェブサービスには老人見守りサービスNishitaCloudMDなどがある。

### ウェブ制作事業
2019年より個人事業主としてウェブ制作事業を行っており、研究室、企業など複数のウェブサイトやLPなどの制作を行っている。ウェブ制作事業も2022年の合同会社白ねこグループ設立に伴って事業が法人に移管された。

## 社会貢献事業[3]
合同会社白ねこグループは複数の社会貢献事業を行っている。一つに錠剤シートリサイクルプロジェクトがあり、現在、協賛してくれる団体や企業を募っている。

### 
1. ↑  令和四年度パテントコンテスト最終選考結果 INPIT、2023年1月10日閲覧。
2. ↑  事業内容 合同会社白ねこグループ、2023年1月10日閲覧。
3. ↑  社会貢献事業 合同会社白ねこグループ、2023年1月10日閲覧。